# High and Mighty Color
HIGH and MIGHTY COLOR (ハイ・アンド・マイティ・カラー, Hai ando Maiti Karā) is een Japanse rockband uit Okinawa.

## Geschiedenis

### Anti-Nobunaga
HIGH and MIGHTY COLOR begon toen Sassy en Meg samen deel uitmaakten van een Metallica cover band. Na twee jaar besloten de twee dat ze meer met hun talent wilden doen en stapten ze uit de band om samen een nieuwe band te vormen. Sassy nodigde Mackaz uit om bij de band to komen en had hier succes mee. Mackaz nodigde vervolgens zijn goede vriend Kazuto uit en wederom was er een nieuw bandlid binnen. Gek genoeg was de zanger, of beter gezegd 'screamer' het laatste lid om zich bij de band te voegen. Op een muziekevenement op school kreeg Meg Yusuke op het oog. Meg bood Yusuke aan om bij de band te komen, maar in tegenstelling tot Mackaz en Kazuto had Yusuke er in eerste instantie helemaal geen zin in, hij wilde liever een soloartiest zijn. Nadat Meg Yusuke bijna vier maanden lang elke dag had gevraagd bij de band te komen wist hij hem eindelijk zo ver te krijgen. De band, genaamd Anti-Nobunaga trad destijds voornamelijk op in coffeeshops, en clubs waar voornamelijk Amerikaanse soldaten kwamen. Sassy stuurde demo's naar alle grote Japanse platenmaatschappijen maar had niet een keer succes. Uiteindelijk was er toch een kleine Japanse platenmaatschappij die met ze in zee wilde gaan. Anti-Nobunaga wist hierdoor en plaats op een groot jaarlijks lokaal muziekfestival af te dwingen.

### Het muziekfestival en Maakii
Op het muziekfestival speelt Anti-Nobunaga voor een uitverkocht publiek. In het publiek zat een scout van Sony Music die het wel in de band zag zitten, hij gaf de band de kans om muziek te maken voor een album genaamd Okinawa 2003. Op het album kwamen de nummers Hate you en meaning te staan. Op een ander festival genaamd Music picnic festival trok zangeres Maakii de aandacht van dezelfde scout die Anti-Nobunaga ontdekt had. De scout vond beide acts op zich 'niet veel bijzonders' maar had het idee dat ze samen weleens een groot succes zouden kunnen worden. De leden van Anti-Nobunaga waren er wel voor in maar Maakii had andere plannen, ze wilde liever Engels studeren in Canada. Uiteindelijk wisten haar toekomstige bandleden Maakii toch te overtuigen mee te doen, met Maakii als nieuw lid veranderde Anti-Nobunaga zijn naam in High and Mighty Color. in 2004 brachten ze hun eerste single over uit, die een maand op de eerste plek van de Japanse Indie-Oricon hitlijst bleef staan.

### 2005
Op 26 januari 2005 bracht High and Mighty Color zijn eerste single Pride uit. Het nummer zou eigenlijk gebruikt worden voor een voetbalevenement maar werd uiteindelijk gebruikt als themalied voor de anime Mobile Suit Gundam SEED Destiny. De single werd een groot succes en ging 223,208 keer over de toonbank. Pride is hun best verkochte single tot nu toe (medio 2007). De band scoorde later in het jaar ook hits met Over en Run Run Run
In 2005 verscheen HIGH and MIGHTY COLOR veel in de media, de band trad meerdere keren op in shows als Music Fighter, Music Station en Hey Hey Hey. In augustus brachten ze de single Days uit. Days werd ongeveer 7,679 keer verkocht en wist de top 20 van de Oricon hitlijst niet te bereiken. Ondanks deze tegenvaller wist de band toch de prijs voor Nieuwkomer van het jaar
In september 2005 verscheen hun eerste album Go Over.

### 2006
Begin 2006 scoorde High and Mighty color een grote het met het nummer Ichirin no Hana (一輪の花). Het succes van Ichirin no Hana was mede te danken aan het feit dat het nummer werd gebruikt in de anime Bleach. Door de anime heeft de band aan populariteit weten te winnen buiten Japan. De meeste niet-Japanse High and Mighty Color fans zijn otaku, maar de band begint langzaam maar zeker ook steeds bekender te worden buiten de animekringen.
Op 26 april 2006 kwam het tweede album van High and Mighty Color genaamd Gou on Progressive uit. Het album verkocht minder goed dan Go Over maar behaalde wel een hogere notering in de Japanse album top 200 en wist overigens ook langer genoteerd te blijven. Niet lang na de releasevan Gou on Progressive gaf de band hun eerste optreden buiten Japan in Houston, Texas. Daarna ging High and Mighty Color op een tournee door Japan waarin ze gedurende vijf maanden op vijfenzestig verschillende plekken optrad.

### 2007
Eind 2006 maakte Maakii haar acteerdebuut in de film Anata wo Wasurenai (26 year diary). In de film werden twee nummers van de band gebruikt, Tadoritsuku Basho (辿り着く場所) en Oxalis (オキザリス). De 'dubbele A-kant single' Tadoritsuku Basho/Oxalis bereikte de achttiende plek van de oricon hitlijst.
Op 21 februari bracht de band hun derde album San (参) uit. Op het album stonden vijftien nummers waarvan tien nieuwe. In mei trad de band voor de tweede keer op buiten Japan tijdens een animeconventie in Illinois.
Hun nieuwe single Amazing werd uitgebracht op 12 december 2007.

### 2010
De band gaat uiteen door 'muzikale smaakverschillen' en 'onenige toekomstplannen', aldus de band.

## Stijl
De muziekstijl van High and Mighty Color is niet in een enkel genre te plaatsen. Nummers als Pride en Tsumi (罪) doen denken aan een Nu-metal terwijl nummers als Days en Tadoritsuku Basho (辿り着く場所) meer het idee van standaard pop geven. Nummers als Ichirin no Hana (一輪の花) en Here I Am zijn eerder hardrock. De grote variatie in stijlen van High and Mighty Color wordt vaak als een positief punt gezien maar is voor anderen weer een punt van kritiek.

## Discografie

### Albums
| Go Over                                 | 14-09-2005 |
| Gou on Progressive (傲音プログレッシヴ) | 05-04-2006 |
| San (参)                                | 21-02-2007 |

### Singles
| Pride                                                  | 26-01-2005 |
| Pride Remix                                            | 24-03-2005 |
| Over                                                   | 20-04-2005 |
| Run Run Run                                            | 22-06-2005 |
| Days                                                   | 17-08-2005 |
| Style ~Get Glory in This Hand~                         | 09-11-2005 |
| Ichirin no Hana (一輪の花)                             | 11-01-2006 |
| Dive into Yourself                                     | 26-07-2006 |
| Enrai ~Tooku ni Aru Akari~ (遠雷~遠くにある明かり)     | 25-10-2006 |
| Tadoritsuku Basho / Oxalis (辿り着く場所 / オキザリス) | 24-01-2007 |
| Dreams                                                 | 01-08-2007 |
| Amazing                                                | 12-12-2007 |